# Copris scorpio
Copris scorpio är en skalbaggsart som beskrevs av Zelenka 1993. Copris scorpio ingår i släktet Copris och familjen bladhorningar. Inga underarter finns listade i Catalogue of Life.